# Neon Genesis Evangelion: Death and Rebirth
Pour plus de détails, voir Fiche technique et Distribution.
Neon Genesis Evangelion: Death and Rebirth (新世紀エヴァンゲリオン 劇場版 - DEATH & REBIRTH シト新生, Shin Seiki Evangelion gekijōban - Death & Rebirth/Shito Shinsei) est un film d'animation japonais sorti en 1997. Il s'agît du premier film tiré de la série Neon Genesis Evangelion créée par Hideaki Anno. Il est constitué de deux parties : Death et Rebirth. La première est une version condensée des 24 premiers épisodes de la série en 67 minutes avec quelques séquences inédites ; la seconde est constituée de 27 minutes inédites qui constitueront ensuite le premier tiers du film The End of Evangelion.